# Joaquín Arias (beisbolista)
Joaquín Arias (nacido el 21 de septiembre de 1984 en Santo Domingo) es un exutility infielder dominicano de Grandes Ligas que jugó para los Gigantes de San Francisco, Texas Rangers y New York Mets. Arias también jugó en la Liga Dominicana con los Leones del Escogido y las Águilas Cibaeñas.

## Carrera
Arias fue adquirido por los Rangers de Texas el 23 de marzo de 2004, completando un canje que se había hecho 36 días antes el 16 de febrero enviando a Alex Rodríguez a los Yanquis de Nueva York por Alfonso Soriano. Entre los cinco prospectos ofrecidos a los Yankees por los Rangers, Arias fue seleccionado por encima de Robinson Canó, porque era una mejor defensa más brillante y dos años más joven. Arias hizo su debut en Grandes Ligas con los Rangers el 13 de septiembre de 2006, tomando una base por bolas.
Arias fue designado para asignación el 24 de agosto de 2010 y cambiado a los Mets de Nueva York el 31 de agosto por Jeff Francoeur.
El 4 de noviembre de 2010, Arias fue reclamado en waivers por los Reales de Kansas City, pero los Reales designaron a Arias para asignación el 19 de diciembre para hacer espacio en el roster de 40 jugadores para los prospectos adquiridos en un canje que involucraba a Zack Greinke.
Los Gigantes de San Francisco firmaron a Arias con un contrato de ligas menores el 15 de diciembre de 2011.